# Molophilus kuborensis
Molophilus kuborensis är en tvåvingeart som beskrevs av Hynes 1988. Molophilus kuborensis ingår i släktet Molophilus och familjen småharkrankar. Inga underarter finns listade i Catalogue of Life.